# Mariaberg (Kempten)
Mariaberg ist der Name eines Berges und des dort befindlichen Dorfes auf der Gemarkung St. Lorenz der Stadt Kempten (Allgäu). Der Ort liegt im östlichen Bereich des gleichnamigen Höhenzugs. Die höchste Erhebung des Höhenzugs heißt Höhenegg, die mit einer Höhe von 915 m ü. NN zugleich auch die höchste Erhebung der Stadt Kempten ist.
Die Kapelle Mariä Heimsuchung des Ortes wurde 1783 im Auftrag des Kemptener Fürstabts Honorius Roth von Schreckenstein erbaut. Bis 1768 stand an gleicher Stelle eine Kapelle, die Balthasar Weegmann aus Guggers am Kniebos besaß. Die Kapelle wird von der katholischen Kirchengemeinde St. Lorenz regelmäßig für Gottesdienste genutzt.
Im Tiroler Freiheitskampf zogen im Jahr 1809 mehrmals die mit den Tirolern verbündeten Vorarlberger Truppen über den Mariaberg nach Kempten.
Der kleinste Volksverein im Allgäu wurde 1848 in Mariaberg gegründet. Wie die meisten Allgäuer Volksvereine schloss er sich im April 1849 dem Volksverein Kempten an.

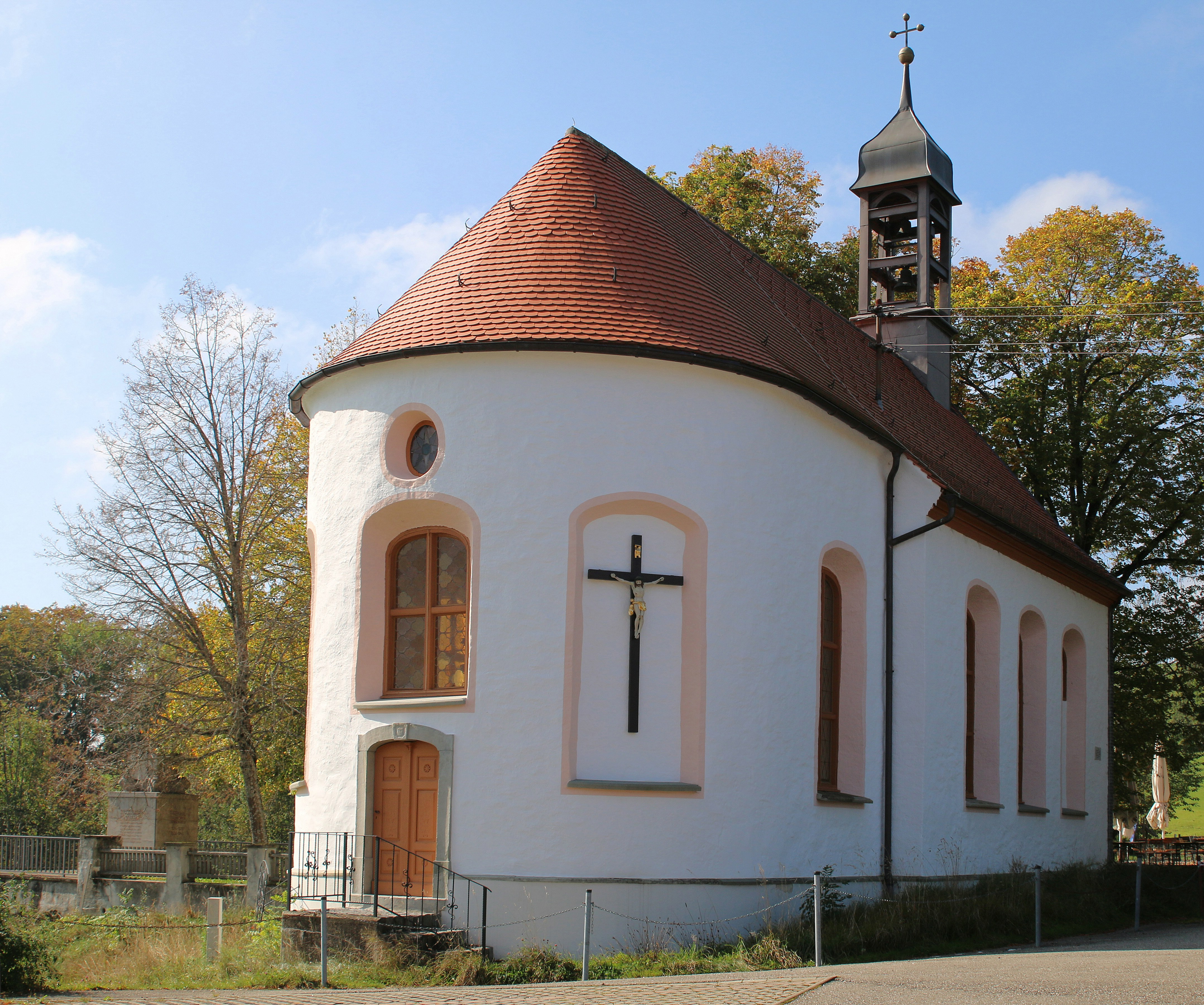
Kapelle Mariä Heimsuchung
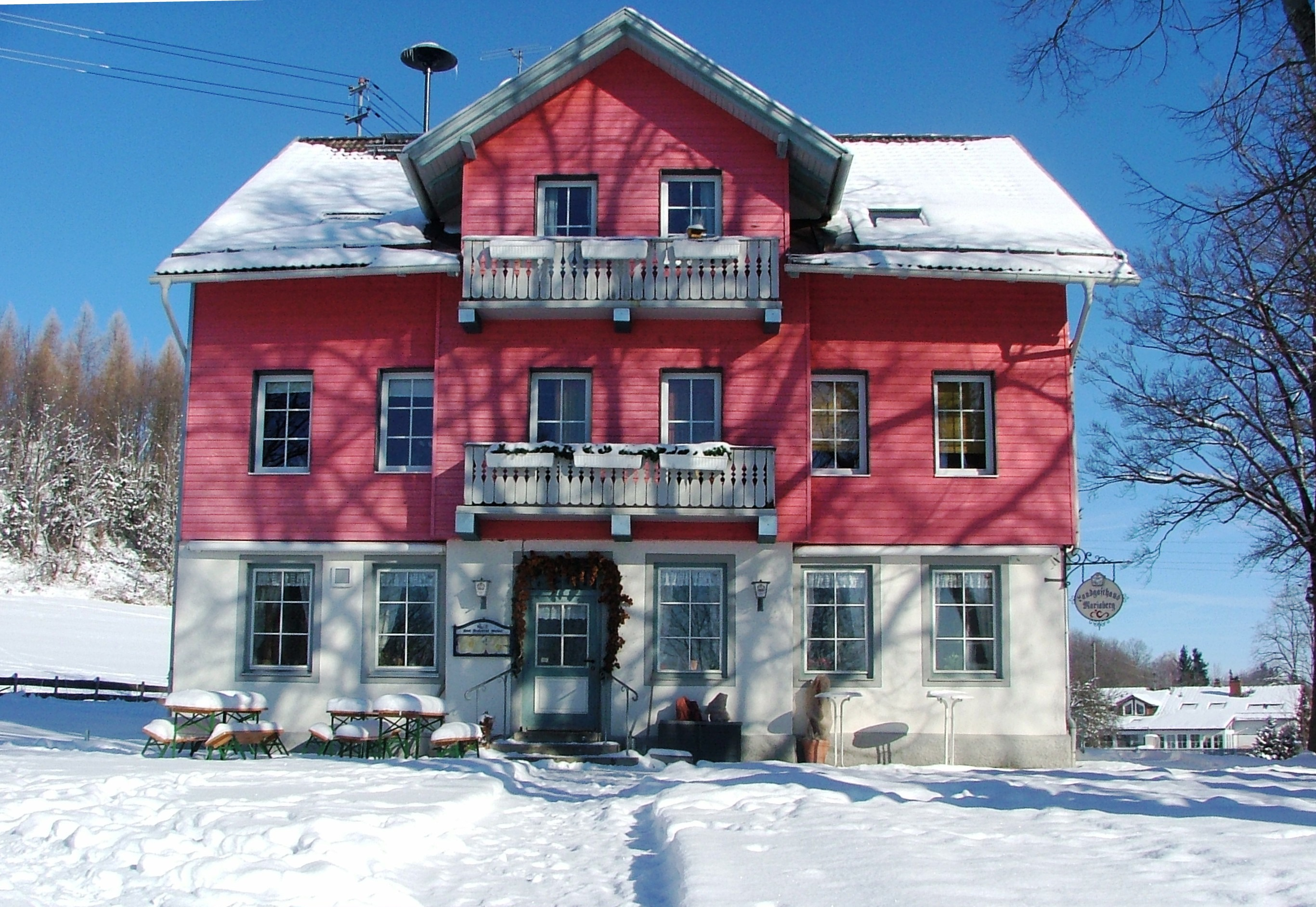
Landgasthaus Mariaberg
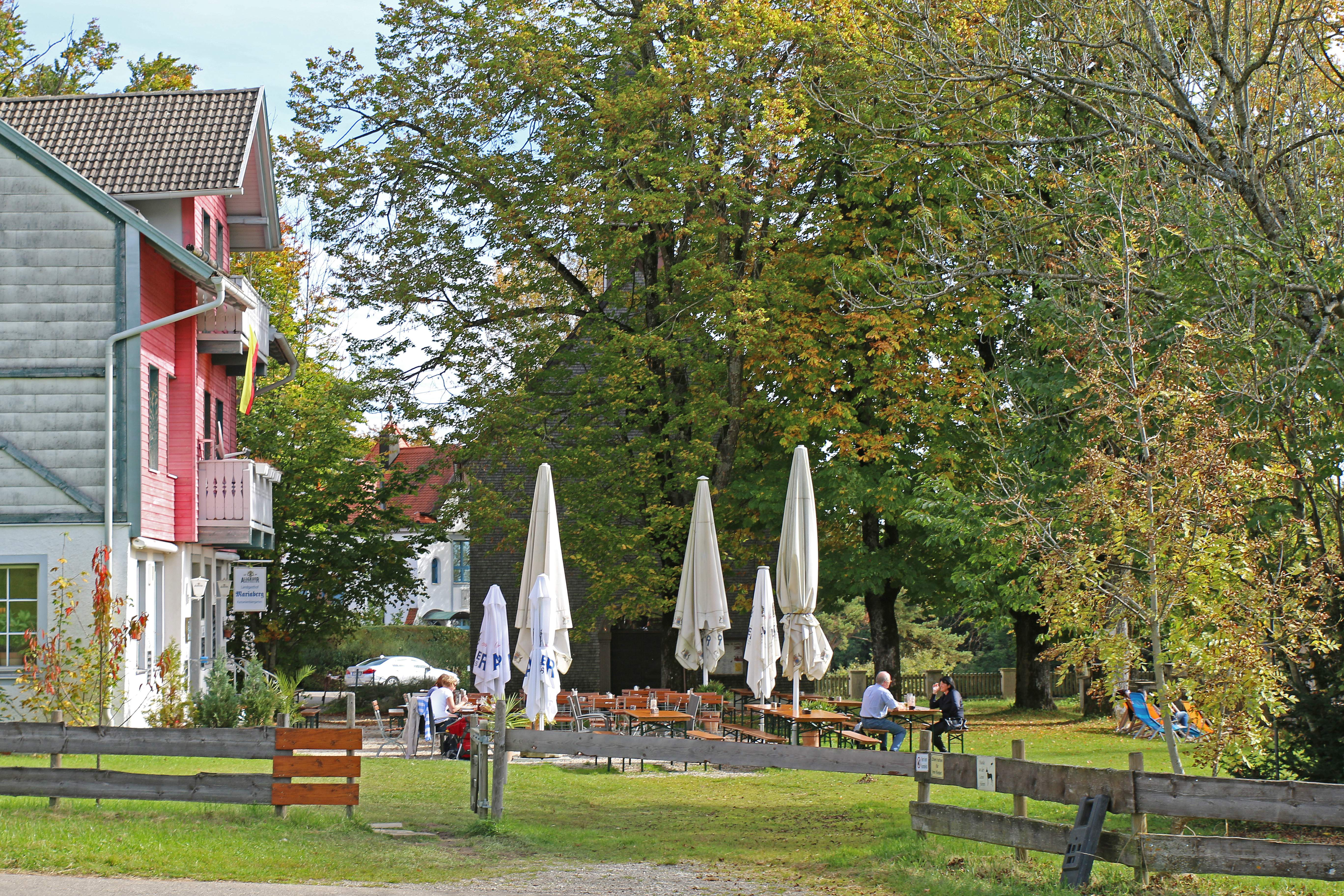
Biergarten mit Kapelle im Hintergrund
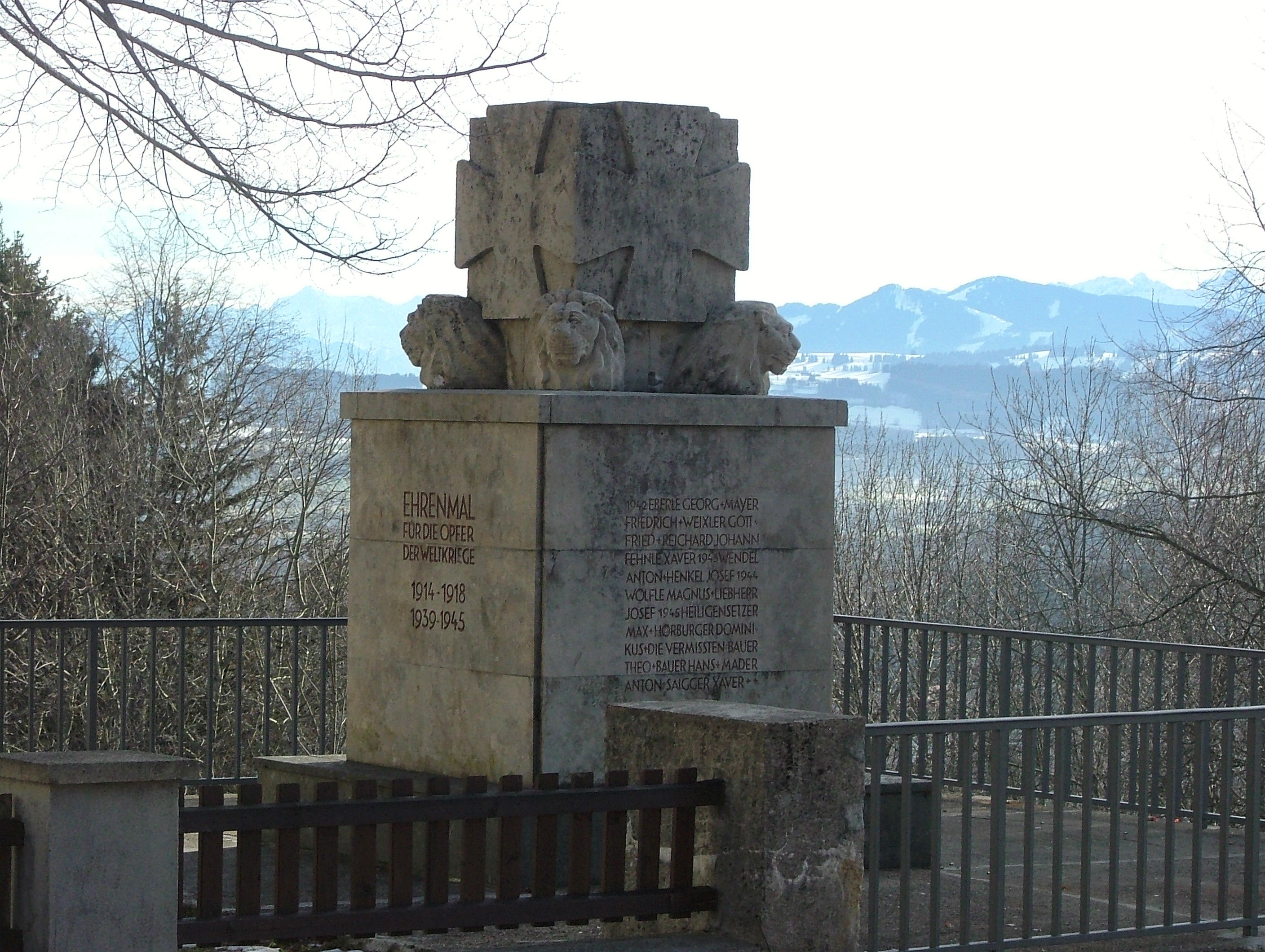
Krieger-Ehrenmal auf dem Mariaberg von Andor Ákos
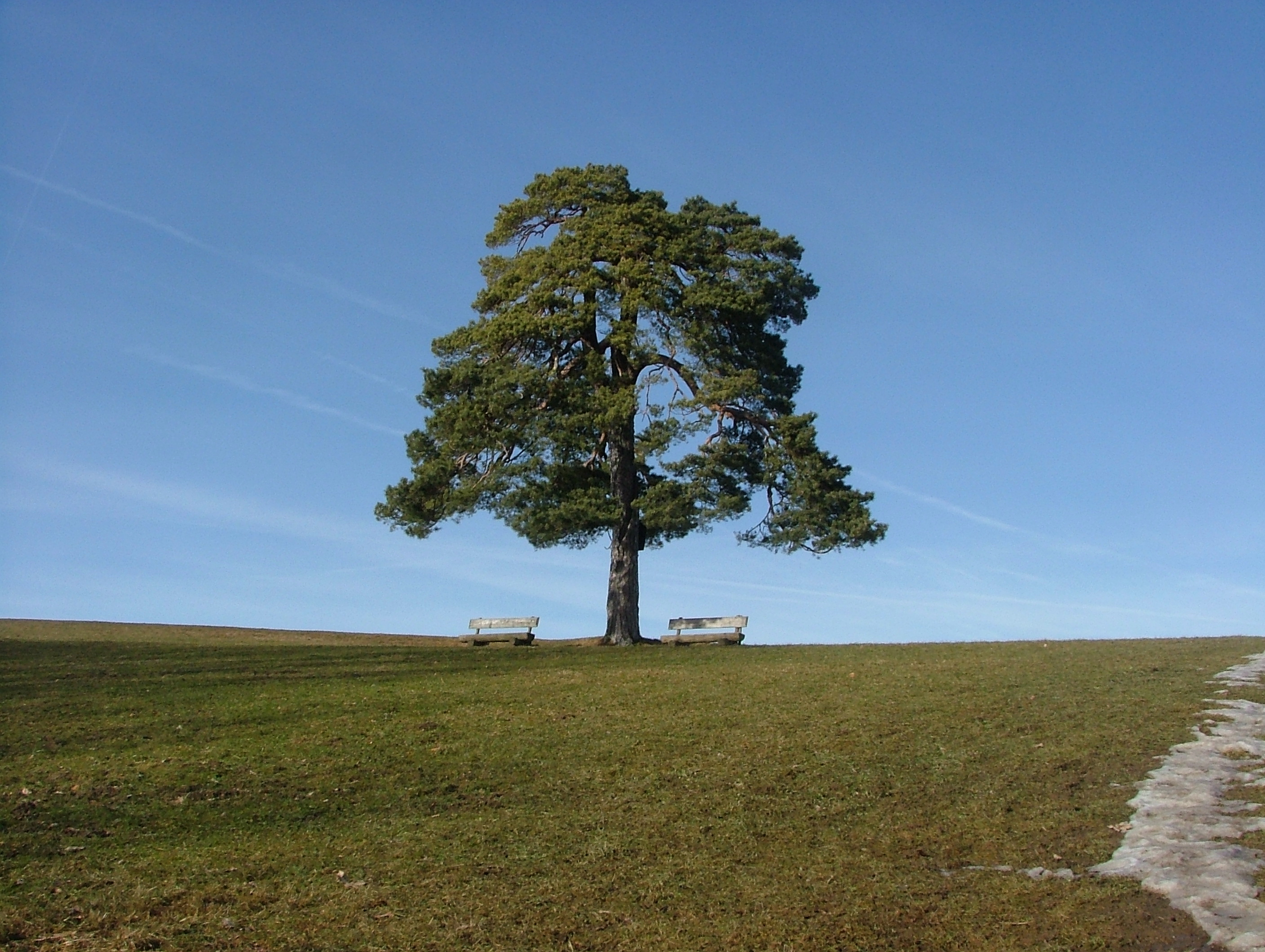
Die Mulzer-Föhre 200 Meter westlich und 39 Meter oberhalb des Dorfs auf einer Höhe von 883 Metern
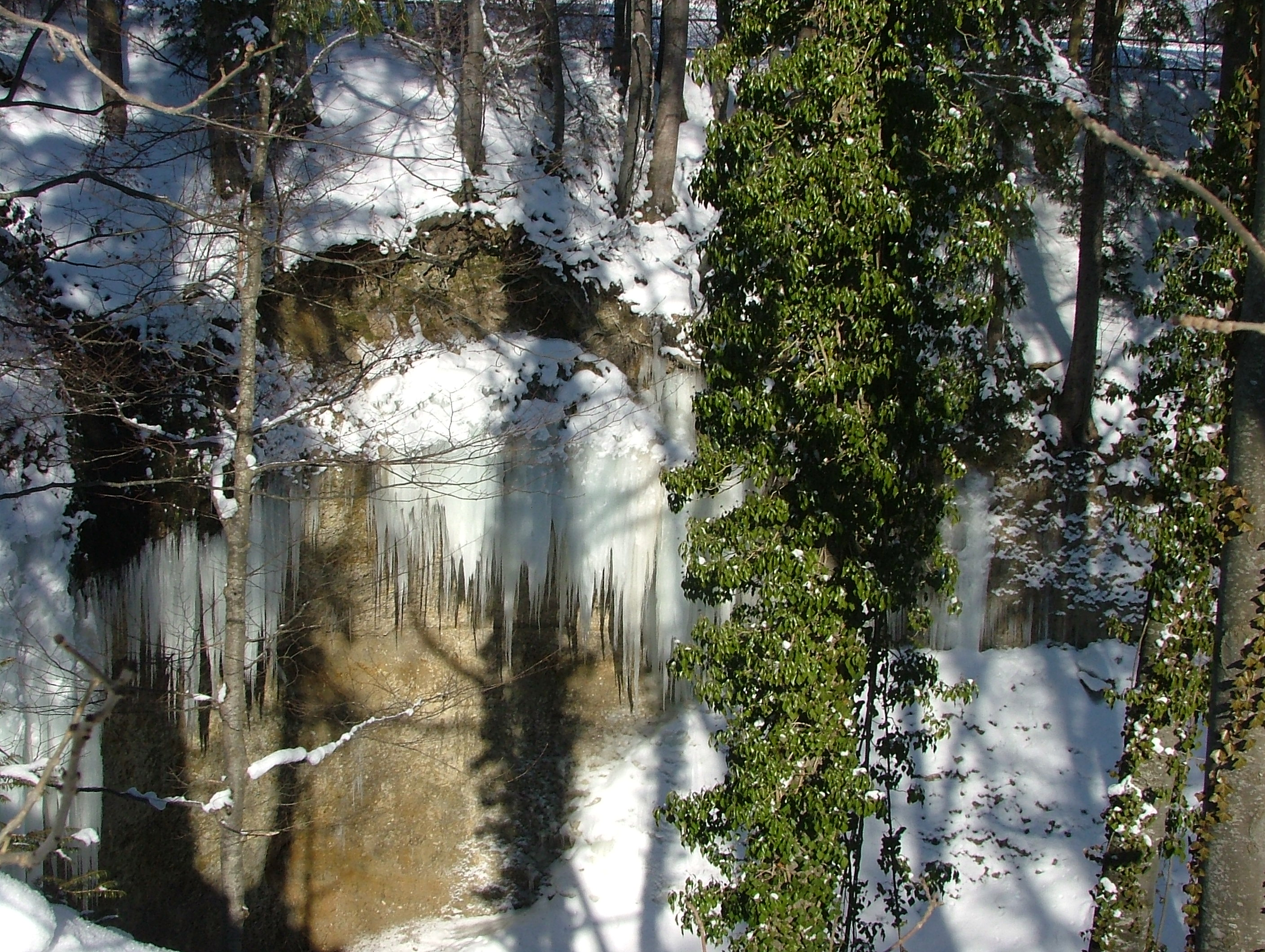
Eistobel auf dem Mariaberg
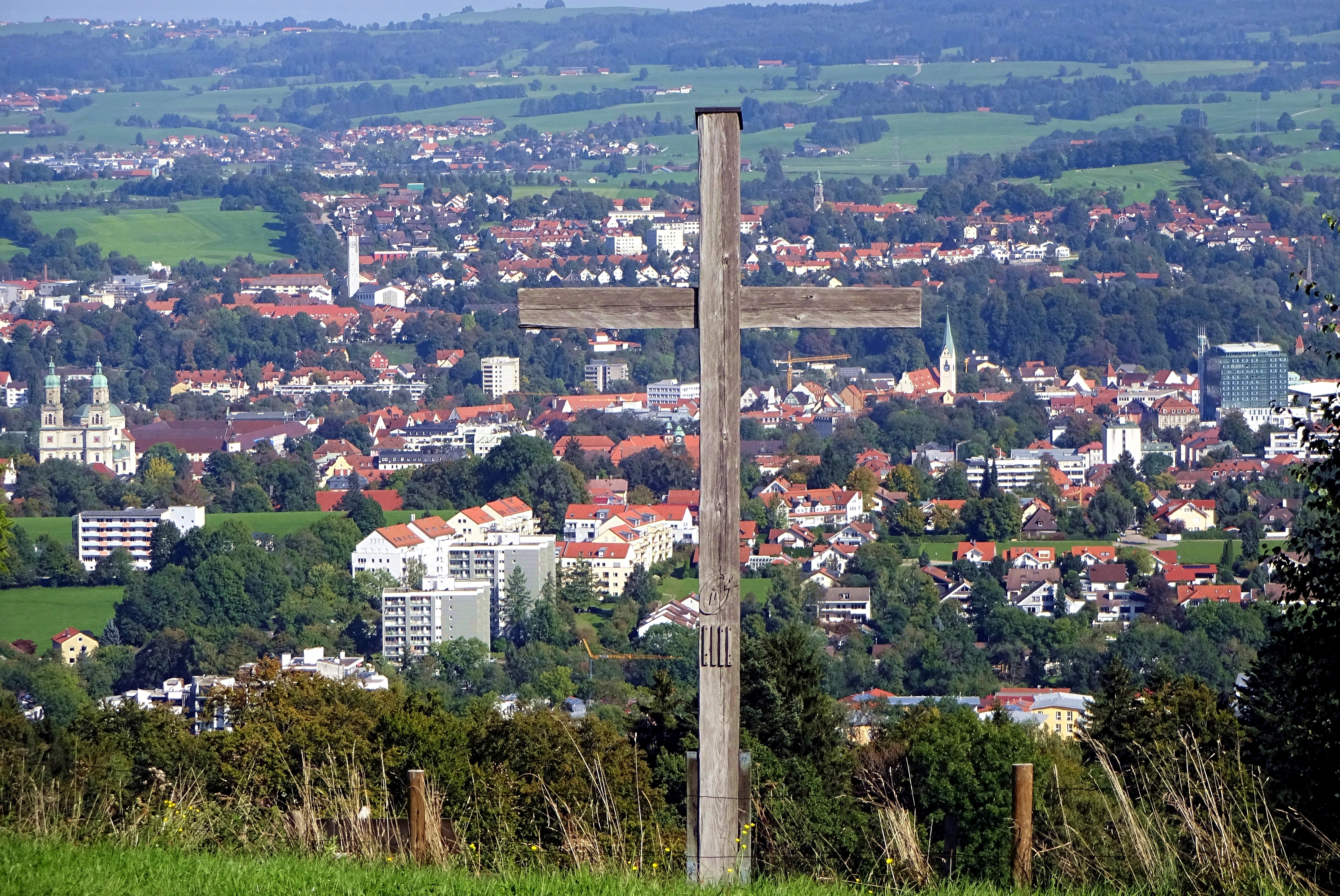
Blick auf Kempten
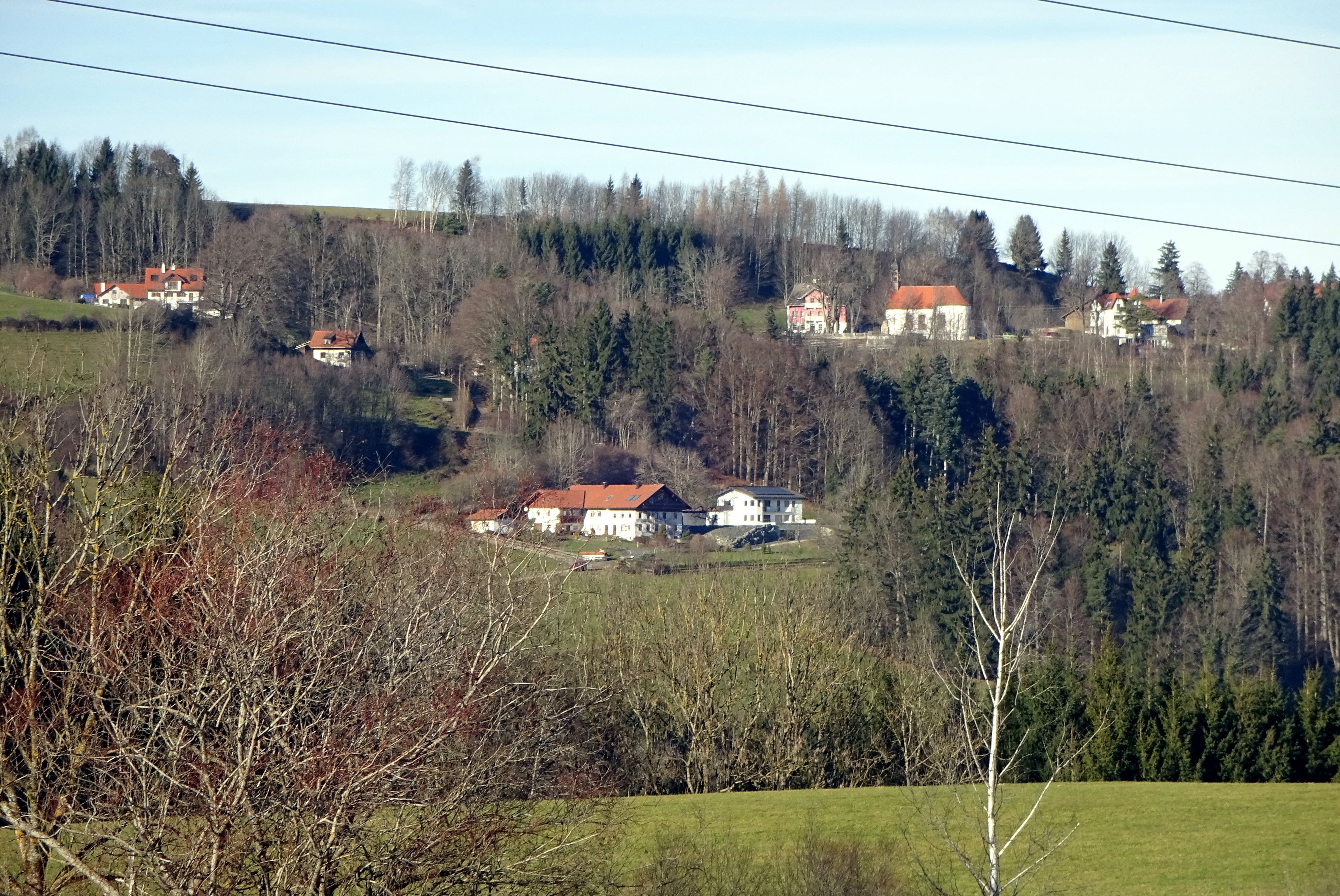
Fernsicht auf den Mariaberg